# Direkttryck
Direkttryck är den enklaste och billigaste tryckmetoden på tyg. Metoden innebär att färgen sätts direkt på tyget och att den efter torkning fixeras. Direkttryck kan utföras med stämpel, block, schablon eller vals. Termen direkttryck används för att framhålla skillnaden mellan denna metod och indirekta metoder så som reservagetryck och etstryck.